# National Geographic Endeavour
Die National Geographic Endeavour war ein Kreuzfahrtschiff unter der Flagge Ecuadors (bis 2011 Bahamas), das zuletzt von Lindblad Expeditions betrieben wurde. Es entstand 1966 als Trawler Marburg für die Nordsee Deutsche Hochseefischerei, 1982 bis 1983 erfolgte der Umbau für Expeditionskreuzfahrten. Das Schiff trug in seiner Laufbahn außerdem die Namen North Star, Caledonian Star und Endeavour. Im Juni 2017 ging die National Geographic Endeavour nach über 50 Jahren Dienstzeit zum Abbruch nach Durán.

## Geschichte
Die Marburg entstand unter der Baunummer 917 in der Werft von Schichau Seebeck in Bremerhaven und lief am 26. Februar 1966 vom Stapel. Nach der Ablieferung an die Nordsee Deutsche Hochseefischerei im Juni 1966 stand das in Cuxhaven beheimatete Schiff als Fischtrawler im Einsatz.
1982 wurde die Marburg als Trawler ausgemustert und unter dem Namen Lindmar an die in Oslo ansässige North Star Line verkauft, um anschließend ab Mai 1982 in den Nicoverken in Göteborg zu einem Kreuzfahrtschiff umgebaut zu werden. Nach Abschluss der Arbeiten nahm sie 1983 als North Star den Betrieb für Reisen ab Norwegen sowie im Mittelmeer auf.
Ab 1989 fuhr das Schiff als Caledonian Star für Columbia Shipmanagement mit Sitz in Nassau, im April 1997 wurde die ebenfalls in Nassau sitzende SPEX Calstar Ltd. zum neuen Eigentümer. Am 2. März 2001 erlitt das Schiff während einer Expeditionsfahrt in der Drakestraße schwere Beschädigungen durch eine 30 Meter hohe Monsterwelle. Da hierbei unter anderem die Schiffsbrücke mitsamt der Navigationsausrüstung zerstört wurde, musste sie von dem Schlepper ARA Alférez Sobral der argentinischen Marine nach Ushuaia gebracht werden.
Im Juni 2001 erhielt die Caledonian Star nach Renovierungsarbeiten den neuen Namen Endeavour. Seit Februar 2003 stand die Endeavour im Dienst für Lindblad Expeditions, im April 2005 erhielt sie den Namen National Geographic Endeavour. Ab 2011 fuhr das zuvor in Nassau registrierte Schiff unter der Flagge Ecuadors. Nach einer Dienstzeit von insgesamt 51 Jahren wurde die National Geographic Endeavour ausgemustert und durch die National Geographic Endeavour II ersetzt. Teile ihrer Ausstattung wie Modelle, Kunst oder Erinnerungsstücke wurden auf das Nachfolgerschiff transferiert. Anschließend verkaufte sie Lindblad Expeditions zum Abbruch. Die National Geographic Endeavour traf im Juni 2017 in der Werft von Acería del Ecuador in Durán nahe Guayaquil ein, um dort abgewrackt zu werden.